# FS ALe 804
Die Triebwagen der Baureihen ALe 804, auch nach dem Herstellerkonsortium als Treni GAI bezeichnet, waren leichte  Elektrotriebwagen der italienischen Ferrovie dello Stato (FS), die Ende der 1970er Jahre gebaut worden waren. Die sechs Triebwagen bildeten zusammen mit den sechs Zwischenwagen fest zusammengestellte Kompositionen, die betrieblich nicht getrennt wurden. Sie waren zusammen mit den sehr ähnlichen ALe 644 die Vorläufer der erfolgreichen Baureihen ALe 724, ALe 582 und ALe 642.

## Einsatz
Die Triebwagen hatten nur einen Führerstand und wurden immer in fest formierten Zügen eingesetzt, bei denen sich zwischen zwei Triebwagen zwei Zwischenwagen Le 724 befanden. Sie konnten in gemischter Mehrfachtraktion mit den ALe 644 verkehren. Die Züge wurden 2007 ausrangiert.

## Technik
Die Züge unterschieden sich von den Kompositionen mit ALe-644-Triebwagen durch die Anzahl Einstiegstüren. Die ALe 644 hatten drei Einstiegstüren pro Wagenseite, die ALe 804 nur zwei.
Mit den Triebwagen ALe 644 und ALe 804 wurden mehrere Neuerungen eingeführt. So wurden erstmals die Chopper verwendet, die zuvor in drei Lokomotiven der Baureihe FS E.444 Tartaruga erprobt worden war. Weil von Beginn an die Zugbildung bekannt war, wurde bei den Triebwagen nur ein Führerstand angeordnet und die Front mit einer automatischen Scharfenbergkupplung versehen. Weitere Neuerungen waren die Luftfederung und die Verwendung von leichten Materialien zur Gewichtsreduzierung, sodass höhere Beschleunigung erreicht werden konnten. Die ursprünglich verwendeten Einholmstromabnehmer wurden später durch Scherenstromabnehmer ersetzt. Die Fahrzeuge waren mit Schiebetritten versehen, sodass sowohl Hochbahnsteige mit einer Höhe von 1100 mm über Schienenoberkante, wie auch tiefe Bahnsteige mit einer Höhe von 350 mm bedient werden konnten.